# 文宁施泰特-布拉德鲁普
叙尔特岛文宁施泰特-布拉德鲁普（德語：Wenningstedt-Braderup (Sylt)），简称文宁施泰特-布拉德鲁普（發音：[ˈvɛnɪŋʃtɛt ˈbʁaːdəʁʊp]）是德国石勒苏益格-荷尔斯泰因州北弗里斯兰县的市镇，位于叙尔特岛中部，面积6.16平方千米，2023年12月31日人口为1,606人。